# 야마다 다카후미
야마다 다카후미(일본어: 山田 貴文, 1992년 4월 19일~)는 일본의 축구 선수이다.

## 구단 경력
그는 2015년 일본 풋볼 리그의 혼다 록에 입단했고, 3년동안 팀에서 뛰었다. 2018년 FC 이마바리로 이적했다. 2019년 일본 풋볼 리그 3위를 기록하여 J3리그로 승격했다. 2024년 J3리그 준우승으로 J2리그로 승격했다.